# Étienne Bonnot de Condillac
Étienne Bonnot de Condillac (Grenoble, 30 de setembre de 1715 — Beaugency, Loiret, 3 d'agost de 1780) va ser un filòsof francès fundador del sensualisme, segons el qual les activitats espirituals de les persones estan determinades per sensacions, tot i que no es poden reduir a això. Se'l sol considerar un continuador de l'obra de John Locke. Des del vessant educatiu, cal recordar les experiències que portà a terme com a preceptor de l'infant Ferran de Borbó, hereu del ducat de Parma, recollides en un llibre.

## Pensament
Condillac es considera el pare del sensualisme, doctrina segons la qual tot coneixement depèn dels sentits, no hi ha idees innates i el que cal fer és desenvolupar al màxim les capacitats de cada sentit, diferents en cada persona. Segons aquestes capacitats i les experiències viscudes, es forma la personalitat. En aquest procés, s'adquireixen els conceptes bàsics, transmesos mitjançant el llenguatge, que modela el pensament i ajuda al progrés social. Aquest llenguatge crea per abstraccions, a partir de les dades sensorials, unitats de comunicació que s'usen per a la convivència.
La convivència ha d'estar regulada per normes, en què es barregen l'economia i la política. Partidari del liberalisme econòmic, afirmà que els preus s'autoregulen perquè en tot intercanvi cada part vol obtenir un benefici i, per tant, busca els mecanismes per a l'acord. Per la preeminència de l'economia i la negació de tota realitat fora de la persona, va ser acusat de materialisme pels seus detractors, etiqueta que ell va refusar amb vehemència.